# Primo ponte dell'amicizia thai-lao
Il primo ponte dell'amicizia thai-lao (in thai: สะพานมิตรภาพ ไทย-ลาว แห่งที่ 1; in lao: ຂົວມິດຕະພາບ ລາວ-ໄທ ແຫ່ງທຳອິດ) è un ponte ferroviario e stradale ed è il primo costruito sul tratto indocinese del fiume Mekong. Collega la prefettura di Vientiane, in Laos, alla provincia di Nong Khai, in Thailandia, ed è attraversato dalla strada AH12, che fa parte del progetto autostradale asiatico ed unisce la provincia settentrionale laotiana di Oudomxay con quella centrale thailandese di Saraburi.
La cittadina thailandese di Nong Khai si trova nelle vicinanze del ponte, mentre la capitale laotiana Vientiane si trova a circa 20 km dalla struttura. Il nome ufficiale era all'inizio "Ponte dell'amicizia thai-lao", ma venne cambiato dopo il completamento del secondo ponte dell'amicizia thai-lao, aperto al traffico nel gennaio del 2007 tra la provincia thai di Mukdahan e quella lao di Savannakhet.

## Descrizione

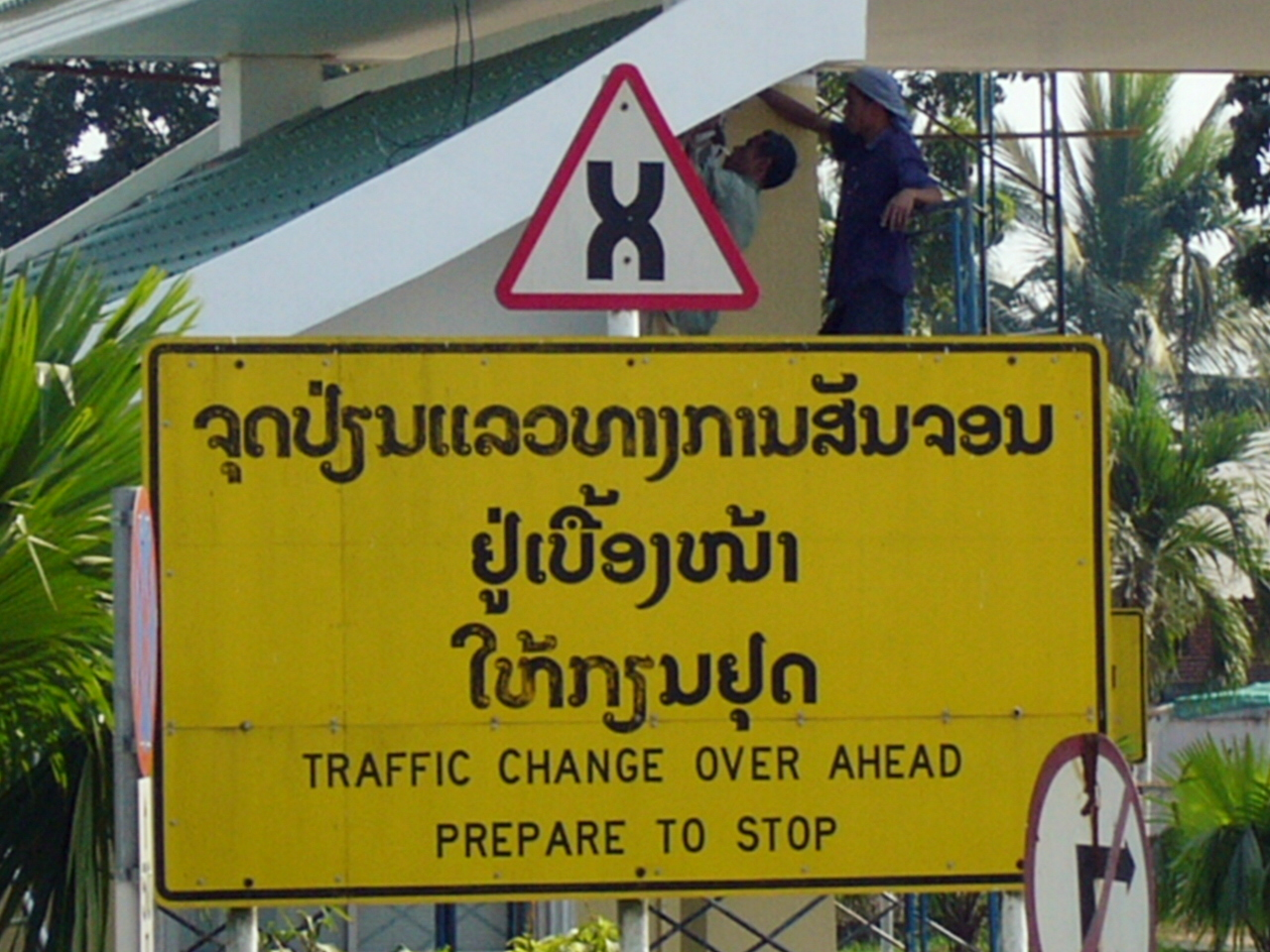
Il segnale del cambio di corsia

È un ponte a trave scatolare costruito a sbalzo con l'impiego di calcestruzzo armato precompresso. La lunghezza totale è di 1 174 metri, la parte tra i due argini misura 665 metri ed è suddivisa in 7 campate con archi molto ribassati, di cui 5 con interasse di 105 metri sul fiume ed una su ciascuno degli spazi tra la riva e l'argine. La larghezza è di 12,70 metri e comprende due carreggiate per automobili di 3,50 metri, due marciapiedi di 1,50 metri e nel mezzo un binario a scartamento metrico dell'unica linea ferroviaria attiva in Laos. Il progetto comprende 1 300 metri di strada prima del ponte e 700 metri di rinforzi degli argini. La struttura è stata costruita in funzione della variazione stagionale del livello del fiume che arriva a 13 metri.
Il posto di frontiera thailandese si trova ad oltre un chilometro di distanza dall'argine, mentre quello laotiano è sul ponte, in prossimità dell'argine. In Thailandia si guida a sinistra ed in Laos a destra, l'incrocio dove si effettua il cambio di corsia è in prossimità del posto di frontiera laotiano ed è regolato da un semaforo. Un servizio a pagamento di autobus navetta collega i due posti di frontiera.

## Storia
Nel 1989 il governo australiano ha dato il via al progetto, dopo trent'anni di studi sulla fattibilità dell'opera e dopo aver ricevuto il consenso e la cooperazione di Laos e Thailandia. L'assenso dei due stati ha posto fine alle schermaglie con cui si erano fronteggiati negli anni precedenti lungo il fiume. L'opera è stata finanziata interamente dall'Australia, che per estendere la sua influenza nel sudest asiatico ha affrontato una spesa totale di 30 milioni di dollari statunitensi, ed è stata costruita da ditte australiane. I lavori iniziarono nel 1991 e furono conclusi nel 1994. Il ponte fu inaugurato l'8 aprile 1994 ed erano in uso solo le carreggiate per automobili ed i marciapiedi.
Il 20 marzo 2004 fu firmato l'accordo tra la Thailandia e il Laos per la costruzione della tratta ferroviaria Nong Khai - Thanaleng che attraversa il ponte. I lavori iniziarono nei primi mesi del 2007 e l'opera fu inaugurata il 5 marzo 2009 dalla principessa Sirindhorn di Thailandia. I primi treni hanno percorso la tratta il 4 luglio 2008. In precedenza in Laos era stata costruita una piccola linea ferroviaria, da lungo tempo ora in disuso, tra gli isolotti del Mekong vicino alla frontiera cambogiana. Il breve tratto Nong Khai - Thanaleng è ora l'unica ferrovia attiva in Laos.
La stazione di Thanaleng si trova nelle immediate vicinanze del ponte ed esiste un progetto per raggiungere Vientiane con un prolungamento di 7 o 8 km, i cui lavori durerebbero due anni. La linea ferroviaria interessa al governo cinese, che intende finanziare un ulteriore prolungamento da Vientiane a Kunming, il capoluogo della provincia cinese dello Yunnan.